# Alopecosa sulzeri
Alopecosa sulzeri este o specie de păianjeni din genul Alopecosa, familia Lycosidae. A fost descrisă pentru prima dată de Pavesi, 1873. Conform Catalogue of Life specia Alopecosa sulzeri nu are subspecii cunoscute.